# Elaeagia grandis
Elaeagia grandis är en måreväxtart som först beskrevs av Henry Hurd Rusby, och fick sitt nu gällande namn av Henry Hurd Rusby. Elaeagia grandis ingår i släktet Elaeagia och familjen måreväxter. Inga underarter finns listade i Catalogue of Life.